# Tsjechische kamerverkiezingen 2013
De verkiezingen van de Kamer van Afgevaardigden (Poslanecká sněmovna Parlamentu České republiky) van het Parlement van de Tsjechische Republiek vonden in 2013 plaats op 25 en 26 oktober.

## Uitslag
De partijen ANO 2011 en Úsvit deden voor het eerst mee aan de verkiezingen en wisten gelijk zetels in het parlement te verkrijgen.
| Partijen                           | Partijen                                                           | Stemmen   | Percentage | Zetels | Verschil |
| ---------------------------------- | ------------------------------------------------------------------ | --------- | ---------- | ------ | -------- |
|                                    | Tsjechische Sociaaldemocratische Partij (ČSSD)                     | 1.016.829 | 20,45%     | 50     | 6        |
|                                    | ANO 2011 (ANO)                                                     | 927.240   | 18,65%     | 47     | NIEUW    |
|                                    | Communistische Partij van Bohemen en Moravië (KSČM)                | 741.044   | 14,91%     | 33     | 7        |
|                                    | TOP 09                                                             | 596.357   | 11,99      | 26     | 15       |
|                                    | Democratische Burgerpartij (ODS)                                   | 384.174   | 7,72%      | 16     | 37       |
|                                    | Úsvit přímé demokracie (Úsvit)                                     | 342.339   | 6,88%      | 14     | NIEUW    |
|                                    | Christendemocratische Unie-Tsjecho-Slowaakse Volkspartij (KDU-ČSL) | 336.970   | 6,78%      | 14     | 14       |
|                                    | Strana zelených (SZ)                                               | 159.025   | 3,19%      | 0      | 0        |
|                                    | Tsjechische Piratenpartij (Piráti)                                 | 132.417   | 2,66%      | 0      | 0        |
|                                    | Strana svobodných občanů (SSO)                                     | 122.564   | 2,46%      | 0      | 0        |
|                                    | Strana práv občanů (SPO)                                           | 75.113    | 1,51%      | 0      | 0        |
|                                    | Dělnická strana sociální spravedlnosti (DSSS)                      | 42.906    | 0,86%      | 0      | 0        |
|                                    | Politické hnutí Změna (Změna)                                      | 28.592    | 0,57%      | 0      | NIEUW    |
|                                    | Hlavu vzhůru – volební blok                                        | 21.241    | 0,42%      | 0      | 0        |
|                                    | Suverenita                                                         | 13.538    | 0,27%      | 0      | 0        |
|                                    | Strana soukromníků České republiky (SsČR)                          | 13.041    | 0,26%      | 0      | 0        |
|                                    | Koruna Česká (KČ)                                                  | 8.932     | 0,17%      | 0      | 0        |
|                                    | Národní socialisté                                                 | 3.843     | 0,07%      | 0      | NIEUW    |
|                                    | Aktiv nezávislých občanů (ANEO)                                    | 1.237     | 0,02%      | 0      | 0        |
|                                    | Pravý blok                                                         | 1.225     | 0,02%      | 0      | 0        |
|                                    | Romská demokratická strana                                         | 609       | 0,00%      | 0      | NIEUW    |
|                                    | Občané 2011                                                        | 455       | 0,00%      | 0      | NIEUW    |
|                                    | Klub angažovaných nestraníků                                       | 293       | 0,00%      | 0      | 0        |
| Ongeldige stemmen / blanco stemmen | Ongeldige stemmen / blanco stemmen                                 | 37.228    | 0,74%      | —      | —        |
| Totaal                             | Totaal                                                             | 5.007.212 | 100%       | 200    |          |
| Geregistreerde kiezers / opkomst   | Geregistreerde kiezers / opkomst                                   | 8.424.227 | 59,48%     |        |          |

### Overzichtskaarten
Een geografische weergave van resultaten per kiesdistrict van de partijen die verkozen werden in de Kamer van Afgevaardigden.  

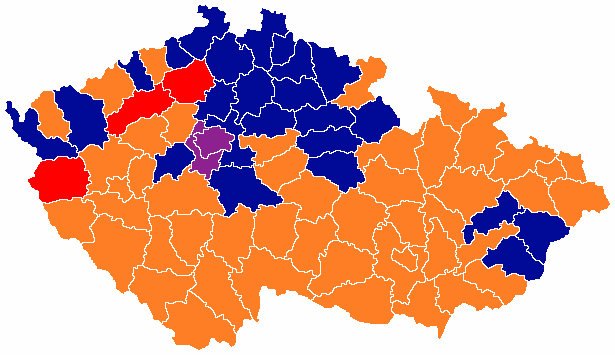
Grootste partij per okres
ČSSD
ANO
KSČM
TOP 09
ODS
Úsvit
KDU-ČSL

## Coalitievorming
Na de verkiezingen is onder Bohuslav Sobotka een nieuwe coalitieregering gevormd (Kabinet-Sobotka) met de partijen ČSSD, ANO en KDU-ČSL.